# 斯通克雷斯特
斯通克雷斯特（英語：Stonecrest）是一個位於美國喬治亞州迪卡爾布縣的城市。

## 地理
斯通克雷斯特的座標為33°42′04″N 84°10′19″W / 33.70111°N 84.17194°W，而該地的平均海拔高度為269米（即883英尺）。

## 人口
根據2010年美國人口普查的數據，斯通克雷斯特的面積為1.80平方千米，當中陸地面積為1.80平方千米，而水域面積為0.00平方千米。當地共有人口50264人，而人口密度為每平方千米27,924人。